# 广东亚热溪蟹
广东亚热溪蟹（学名：Yarepotamon guangdongense）为溪蟹科亚热溪蟹属的动物。在中国大陆，分布于广东等地。